# Уміт Давала
Уміт Давала, також іноді Юміт Давала, (тур. Ümit Davala, нар. 30 липня 1973, Мангайм) — колишній турецький футболіст, що грав на позиції півзахисника. По завершенні ігрової кар'єри — футбольний тренер.
Виступав, зокрема, за «Галатасарай», «Мілан» та «Вердер», а також національну збірну Туреччини. У складі турецького клубу — володар Кубка УЄФА та Суперкубка УЄФА.

## Клубна кар'єра
Розпочав займатись футболом у команді «Мангайм» з однойменного міста, після чого грав в академії «Фойденгайма».
З 1992 року грав у німецькій Ландеслізі за «Тюркспор» (Мангайм), після чого 2004 року повернувся на історичну батьківщину, де виступав за «Афйонспор» та «Істанбулспор». 2006 року Уміт перейшов на правах оренди в клуб першої турецької ліги «Діярбакирспор». 
Після закінчення терміну оренди перейшов в «Галатасарай», де провів п'ять сезонів, вигравши чотири чемпіонати Туреччини, два Кубка Туреччини, а також Кубок УЄФА і Суперкубок Європи.
У 2001 році разом з тренером Фатіхом Терімом перейшов в італійський «Мілан». Сума трансферу склала 5 мільйонів євро. Однак Терім був відправлений у відставку вже через два місяці, а при Карло Анчелотті Уміт втратив своє місце в складі. 
Влітку 2002 року він був відданий в «Інтернаціонале» в обмін на Даріо Шимича, і тут же був відданий в оренду назад «Галатасараю». Ще через рік він був відданий в оренду німецькому «Вердеру», з яким у першому ж сезоні додав до переліку своїх трофеїв титул чемпіона Німеччини та став володарем Кубка Німеччини. У 2004 році «Вердер» викупив контракт футболіста, але через травми той зіграв за два сезони всього 11 матчів у Бундеслізі і у січні 2006 року оголосив про завершення кар'єри.

## Виступи за збірні
Протягом 1994—1995 років залучався до складу молодіжної збірної Туреччини. На молодіжному рівні зіграв у 6 офіційних матчах, забив 2 голи.
1996 року дебютував в офіційних матчах у складі національної збірної Туреччини. 
У складі збірної був учасником чемпіонату Європи 2000 року у Бельгії та Нідерландах, чемпіонату світу 2002 року в Японії і Південній Кореї, на якому команда здобула бронзові нагороди. На останньому турнірі він виділявся своїм ірокезом, а також тим, що забив збірній Китаю в матчі групового етапу, а також Японії в 1/8 фіналу. У чвертьфіналі його навіс призвів до «золотого голу» Ільхана Мансиза у ворота збірної Сенегалу.
Протягом кар'єри у національній команді, яка тривала 9 років, провів у формі головної команди країни 41 матч, забивши 4 голи.
Після закінчення кар'єри гравця Уміт був капітаном збірної Туреччини з футзалу на відбірковому турнірі до чемпіонату Європи 2007 року, проте кваліфікуватись на турнір турки не змогли.

## Кар'єра тренера
Незабаром після закінчення кар'єри, Давала отримав необхідні тренерські ліцензії, включаючи Про ліцензію УЄФА. 13 грудня 2006 року Давала зайняв пост головного тренера молодіжної збірної Туреччини, де працював по червень 2008 року, коли його запросили попрацювати в «Галатасарай» на посаду асистента і перекладача німецького фахівця Міхаеля Скіббе. Проте його контракт вже 9 жовтня того ж року було розірвано.
З літа 2011 року до кінця вересня 2013 року Давала знову був помічником тренера в «Галатасараї», цього разу він асистував Фатіху Теріму.

## Титули і досягнення
- Чемпіон Туреччини (4):

«Галатасарай»: 1996-97, 1997-98, 1998-99, 1999-00
- Володар Кубка Туреччини (2):

«Галатасарай»: 1998-99, 1999-00
- Володар Суперкубка Туреччини (2):

«Галатасарай»: 1996, 1997
- Чемпіон Німеччини (1):

«Вердер»: 2003–04
- Володар Кубка Німеччини (1):

«Вердер»: 2003–04
- Володар Кубка УЄФА (1):

«Галатасарай»: 1999–00
- Володар Суперкубка УЄФА (1):

«Галатасарай»: 2000
- Бронзовий призер чемпіонату світу: 2002